# Tosterglope
Tosterglope är en kommun och ort i Landkreis Lüneburg i förbundslandet Niedersachsen i Tyskland.
Kommunen ingår i kommunalförbundet Samtgemeinde Dahlenburg tillsammans med ytterligare fyra kommuner.